# ایشتوان سیووش (بازیکن واترپلو، زاده ۱۹۴۸)
ایشتوان سیووش (انگلیسی: István Szívós; ۲۴ آوریل ۱۹۴۸ – ۱۰ نوامبر ۲۰۱۹) بازیکن واترپلو اهل مجارستان بود.
وی در مسابقات کشوری و بین‌المللی در مجموع برندهٔ ۴ مدال طلا، ۴ مدال نقره، ۲ مدال برنز شده‌است.